# Fluda
Fluda is een geslacht van spinnen uit de familie springspinnen (Salticidae).

## Soorten
De volgende soorten zijn bij het geslacht ingedeeld:
- Fluda angulosa Simon, 1900
- Fluda araguae Galiano, 1971
- Fluda elata Galiano, 1986
- Fluda goianiae Soares & Camargo, 1948
- Fluda inpae Galiano, 1971
- Fluda narcissa Peckham & Peckham, 1892
- Fluda nigritarsis Simon, 1900
- Fluda opica (Peckham & Peckham, 1892)
- Fluda perdita (Peckham & Peckham, 1892)
- Fluda princeps Banks, 1929
- Fluda ruficeps (Taczanowski, 1878)